# Terentiiv, Hoșcea
Terentiiv (în ucraineană Терентіїв) este un sat în comuna Sîniv din raionul Hoșcea, regiunea Rivne, Ucraina.

## Demografie
Componența lingvistică a localității Terentiiv
     Ucraineană (99,06%)
     Alte limbi (0,94%)
Conform recensământului din 2001, majoritatea populației localității Terentiiv era vorbitoare de ucraineană (99,06%), existând în minoritate și vorbitori de alte limbi.